# Нельсон Тауншип (округ Тайога, Пенсільванія)
Нельсон Тауншип (англ. Nelson Township) — селище (англ. township) в США, в окрузі Тайога штату Пенсільванія. Населення — 547 осіб (2020).

## Демографія
Згідно з переписом 2010 року, у селищі мешкала 571 особа в 237 домогосподарствах у складі 177 родин. Було 258 помешкань
Расовий склад населення:
| - 97,7 % — білих - 1,2 % — чорних або афроамериканців - 0,4 % — корінних американців - 0,2 % — азіатів |

До двох чи більше рас належало 0,4 %. Частка іспаномовних становила 0,5 % від усіх жителів.
За віковим діапазоном населення розподілялося таким чином: 20,1 % — особи молодші 18 років, 61,0 % — особи у віці 18—64 років, 18,9 % — особи у віці 65 років та старші. Медіана віку мешканця становила 46,3 року. На 100 осіб жіночої статі у селищі припадало 94,9 чоловіків;  на 100 жінок у віці від 18 років та старших — 95,7 чоловіків також старших 18 років.
Середній дохід на одне домашнє господарство  становив 46 535 доларів США (медіана — 39 079), а середній дохід на одну сім'ю — 50 313 долари (медіана — 42 847). Медіана доходів становила 43 125 доларів для чоловіків та 29 000 доларів для жінок. За межею бідності перебувало 17,4 % осіб, у тому числі 26,9 % дітей у віці до 18 років та 12,1 % осіб у віці 65 років та старших.
Цивільне працевлаштоване населення становило 255 осіб. Основні галузі зайнятості: освіта, охорона здоров'я та соціальна допомога — 22,0 %, виробництво — 20,0 %, мистецтво, розваги та відпочинок — 13,3 %, роздрібна торгівля — 10,2 %.